# Tajna policija
Tajno policijo, včasih znano tudi kot politična policija, predstavljajo tako imenovane obveščevalne službe ter organi kazenskega pregona, ki delujejo v tajnosti. Tajna policijska organizacija se pogosto uporablja onstran zakona totalitarnih držav z namenom, da bi zaščitili politično moč posameznega diktatorja ali pa avtoritarni politični režim.

## Dolžnosti in funkcija
Namesto transparentnega uveljavljanja pravne države in biti del javnega nadzora kot so to običajne policijske agencije, je organizacija
predstavljena v naslovu članka več ali manj pravo nasprotje tega. Njena glavna naloga je zatreti politična nesoglasja na takšen ali drugačen način, ki pa pogosto ni v skladu z zakonom. Primeri tega so ustrahovanje ter tudi dejanja za katere lahko rečemo, da so nečloveška. Za načine kot so ugrabitve, mučenje, prisilna izginotja ter tudi umori pač niso v skladu s človeškimi pravicami.
Te organizacije odgovarjajo le določenim oblastem v državi, ta oblast pa je pogosto kar diktator sam. Kot je bilo že rečeno v veliki meri
delujejo v tajnosti vendar ne vedno. Delovanje v javnosti vladi omogoča lažje kontroliranje nad svojimi državljani, hkrati pa omogoča, da vlada zanika predznanja o kakršnihkoli kršitvah državljanskih svoboščin.

## Nadzor
Opisane tajne službe imajo tudi možnost do popolnega nadzora moči v njihovi državi. Posledično lahko predstavljajo potencialno nevarnost za politične organe. Zelo dobro znani primer popolnega diktatorskega nadzora v današnjih časih predstavlja Severna Koreja pod vodstvom Kima Džong-una. Omenjena država, ki na severnem predelu meji na Rusijo in Kitajsko, ter na južnem z Južno Korejo, velja že od nekdaj za državo, ki je podrejena diktatorstvu. Vpliv tega je močan, kar se vidi tudi v samem razvoju države. Glede na to, da je Severna Koreja tudi jedrsko zmožna, predstavlja določeno stopnjo nevarnosti tudi za preostali svet. Še en dober primer diktatorskega sistema, ki poveljuje tajni policiji, je tudi Saddam Hussein, ki je bil vodja ministrstva za notranjo varnost in je posledično kot vodjo skrivne policije namestil njegovega bratranca z imenom Ali Hassan al-Majid.

## Metode delovanja
Njihovo delovanje ni vedno običajno, saj ne le da imajo tradicionalna policijska pooblastila kot so aretacije in podobno, lahko v nekaterih primerih delujejo neodvisno in brez zunanjega nadzora kar pa jim omogoča veliko možnosti.
V tajnih policijskih organizacijah se običajno zaposlujejo vohuni in civilni informatorji z nalogo najti voditelje protestnikov ali ostalih osebnosti, ki ne podpirajo določenih stvari režima. Uporabljajo se tudi agenti, ki izzivajo politične ali preostale nasprotnike v nelegalna dejanja na direkten ali indirekten način nakar imajo potem možnost izvajanja sankcij nad temi nasprotniki države. Tajna policija ima različne tehnike kako priti do določenih informacij saj zna prisluškovati telefonskim linijam, slediti določeni osebi
tudi 24 ur na dan, torej storiti vse, da se osebi pride do dna z informacijami in potem morda tudi sankcijami za katere smo pa že zapisali, da so lahko različnih vrst. V skladu z zakonom ali pa tudi ne.

## Neuradna lista držav s tajno policijo v današnjem času
Bahrain, Belorusija, Iran, Severna Koreja, Nigerija, Rusija, Sudan, Sirija, Tajikistan, Turmekistan, Venezuela in Zimbabve. 
Kot je razvidno z zgornjega odstavka se te države nahajajo v veliki večini na vzhodni polobli sveta. Kljub temu, da je za nekatere države znano tudi uradno, da se poslužujejo takšnih organizacij pa je neuradno mnenje takšno, da ima velika večina držav, ki veljajo za svetovne velesile, prav tako svojo tajno policijsko organizacijo oziroma agencijo.